# Mariano Peralta Bauer
Mariano Ezequiel Peralta Bauer (Adrogué, 20 febbraio 1998) è un calciatore argentino, attaccante del Borneo.

## Biografia
Ha un fratello,anch'egli calciatore.

## Caratteristiche tecniche
È un centravanti.

## Carriera
Cresciuto nel settore giovanile del San Lorenzo, debutta in prima squadra il 4 febbraio 2020 in occasione dell'incontro di Primera División perso 1-0 contro il Newell's Old Boys.

## Statistiche

### Presenze e reti nei club
Statistiche aggiornate al 21 settembre 2021.
| Stagione        | Squadra         | Campionato      | Campionato | Campionato | Coppe nazionali | Coppe nazionali | Coppe nazionali | Coppe continentali | Coppe continentali | Coppe continentali | Altre coppe | Altre coppe | Altre coppe | Totale | Totale |
| Stagione        | Squadra         | Comp            | Pres       | Reti       | Comp            | Pres            | Reti            | Comp               | Pres               | Reti               | Comp        | Pres        | Reti        | Pres   | Reti   |
| --------------- | --------------- | --------------- | ---------- | ---------- | --------------- | --------------- | --------------- | ------------------ | ------------------ | ------------------ | ----------- | ----------- | ----------- | ------ | ------ |
| 2019-2020       | San Lorenzo     | PD              | 2          | 0          | CA              | 0               | 0               |                    | -                  | -                  |             | -           | -           | 2      | 0      |
| 2020            | San Lorenzo     |                 | -          | -          | CdL             | 10              | 2               |                    | -                  | -                  |             | -           | -           | 10     | 2      |
| 2021            | San Lorenzo     | PD              | 4          | 0          | CA+CdL          | 2+2             | 0               | CL+CS              | 0+2                | 0                  |             | -           | -           | 10     | 0      |
| Totale carriera | Totale carriera | Totale carriera | 6          | 0          |                 | 14              | 2               |                    | 2                  | 0                  |             | -           | -           | 22     | 2      |